# Carlsberg museumsfilm
Carlsberg museumsfilm er en dansk virksomhedsfilm.

## Handling
Filmen handler om bryggeriet Carlsbergs produktionsfaciliteter i København og produktionsprocessen: kornmagasinet i Gamle Carlsberg, kassemalteriet, bryghuset og gæring/lagring.